# Petra Schersing
Petra Müller-Schersing, nemška atletinja, * 18. oktober 1965, Quedlinburg, Vzhodna Nemčija.
Nastopila je na poletnih olimpijskih igrah leta 1988 ter osvojila srebrno medaljo v teku na 400 m in bronasto v štafeti 4x400 m. Na svetovnem prvenstvu leta 1987 je osvojila naslov prvakinje v štafeti 4x400 m in podprvakinje v teku na 400 m, na evropskih prvenstvih zlati medalji v štafeti 4x400 m ter srebrno in bronasto v teku na 400 m, na evropskih dvoranskih prvenstvih pa zlato in srebrno medaljo v teku na 400 m.